# Potriat
Pour les articles homonymes, voir Biron.
Le Potriat (ou Biron) est un ruisseau de Belgique coulant en province de Namur, affluent du Bocq en rive gauche.
Il se jette dans le Bocq à Ciney.